# Vatinki
Vatinki är öar i Finland. De ligger i Finska viken och i kommunen Fredrikshamn i landskapet Kymmenedalen, i den södra delen av landet. Öarna ligger omkring 21 kilometer öster om Kotka och omkring 130 kilometer öster om Helsingfors.
Arean för den av öarna koordinaterna pekar på är 0,6 hektar och dess största längd är 130 meter i öst-västlig riktning. Närmaste större samhälle är Fredrikshamn, 19,7 km norr om Vatinki.